# Cens
|  | Per a altres significats, vegeu «Cens de població». |

El cens és una mena de contracte, avui dia en desús, que es constitueix quan una persona (censatari) contreu l'obligació de pagar a una altra (anomenada censualista, censalista o censaler) una pensió (també anomenada cànon o renda) de caràcter anual (pagada en diners o espècie), com a contraprestació de la transmissió d'un capital (mobiliari o immobiliari) corresponent, i gravant una propietat seva amb la responsabilitat dels diners i del capital com a garantia del pagament. Normalment les legislacions exigeixen escriptura pública per a la seva constitució. El cens és alhora un contracte i un dret real.
Els censos van ser una institució utilitzada en temps medievals i moderns, a Europa i Amèrica. S'assemblava a l'actual préstec hipotecari, llevat que el deutor conservava plens drets sobre l'immoble gravat. Encara perviu la figura del cens al Codi Civil espanyol vigent promulgat el 1889. El legislador conserva les tres figures de cens: L'emfitèutic, el reservatiu i el consignatiu.

## Història
Els censos es van generalitzar especialment en regions i temps on el capital efectiu era escàs, com a Iberoamèrica, regió que va patir durant l'època colonial una particular sagnia de recursos i escassetat de diner líquid.
Encara que hi havia diferents tipus de censos, consignatius, reservatius o vitalicis, els més utilitzats van ser especialment els de tipus "consignatiu" redimible, que eren l'adquisició d'un capital sota la garantia d'una finca o un immoble, subjectant-la al gravamen d'una pensió anual. El censatari (aquell que sol·licitava el préstec) conservava el ple dret sobre el bé immoble i podia vendre-ho, alienar-lo, si el comprador acceptava el cens i les obligacions que es derivaven del mateix, i el censalista (qui atorgava el cens) donava l'autorització. Les propietats gravades no podien ser dividides.
El percentatge que es pagava sobre la terra posada en cens era baix. Al segle xvi era de poc més del 7% Al segle xvii es va reduir al 5%. Al començament del segle xviii només era del 3% d'acord amb les xifres ordenades per les pragmàtiques reials espanyoles.
Generalment els censos imposats es mantenien durant un llarg període. En efecte, no hi havia interès en la redempció del cens, ja que en quedar lliure el capital, calia buscar una nova inversió econòmica, el que no presentava cap benefici econòmic i podia significar pèrdues, ja que no existia la possibilitat d'augmentar els guanys amb inversions que donessin rendibilitat sense perdre l'estabilitat. D'altra banda, l'economia camperola freqüentment tenia dificultats i no podia fer les liquidacions del cas.
Encara que els diners atorgats en cens era generalment molt inferior al cost real de la propietat, si el censalista deixava de percebre els rèdits, podia exigir al censatari el principal, o davant la insolvència d'aquest, el bé gravat passava a pertànyer al censalista. Va ser d'aquesta manera com moltes propietats urbanes i rurals van passar a mans eclesiàstiques, ja que l'Església catòlica i les seves organitzacions (comunitat religiosa, parròquia, diòcesi) van recórrer amb freqüència als censos redimibles com a formes d'inversió de capital.
La reglamentació dels censos seguia els lineaments i recomanacions del dret canònic i donats els baixos interessos, mai es van considerar com usura, pràctica prohibida pel catolicisme.

## Cens emfitèutic
El cens és en primer lloc una renda feudal en decadència i desús en l'Edat Moderna, pagada en espècie o en metàl·lic que es va convertir pràcticament en element simbòlic en certes regions espanyoles. Es constitueix sempre sobre un bé immoble sobre la qual el seu propietari en cedeix el domini útil a l'emfiteuta o censatari, i sobre el qual en reté el domini directe. Podia establir-se de forma perpètua, però gradualment aquesta fórmula s'abandona per la gravositat, propera a la usura, que suposa. És usual que aquesta perpetuïtat sigui substituïda pel cens vitalici, és a dir que durés durant la vida del censatari o del censualista, o bé per temps de dues vides (la de l'hereu o persona designada). L'incompliment del pagament del cens recollit en el Recognoverunt Proceres suposava el pagament de dos cops el cens per cada any que s'ha quedat a deure, amb el risc de caure en comís en cas de no satisfer-lo.

## Cens reservatiu
Una altra forma de cens utilitzada era l'anomenat "cens reservatiu" que podia ser perpetu o redimible. Es diferencia de l'emfitèutic, ja que la propietat es transferida completament, incloent tant el domini útil com el domini directe, al contrari que en l'emfiteusi en que el censualista conserva el domini directe sobre la cosa venuda. També existeix una altra diferència d'acord amb les Lleis de Toro entre els contractes de cens emfitèutic i reservatiu, derivat d'aquest darrer punt, que en cas d'impagament del cens al cap de dos o tres anys consecutius el censatari o emfiteuta perd el domini útil retornant al propietari. A més també existia diferència entre l'emfitèutic i el reservatiu en que el censatari del primer no podia vendre el domini a un tercer sense el consentiment del censualista, mentre que en l'altre tipus no es necessari el consentiment del censualista o creditor. Així doncs el cens reservatiu adopta la forma d'una venta plena sota condició (o reserva, d'aquí el nom) i pendent del pagament de la suma al que s'havia valorat la propietat venuda. Així, el contraent transferia a un altre una propietat fructífera amb el domini directe en ella, reservant només per a si el dret a percebre certs rèdits anuals o pensió anual, mentre el comprador acabava de pagar el valor íntegre en què s'havia taxat la propietat.
D'acord amb la Llei 68 de Toro la duració del cens podia ser a perpetuïtat (podent ser redimible o irredimible) o temporal (de durada concreta [p. ex. vint anys] o incerta [p. ex. una vida]).

## Cens consignatiu
Finalment el cens és una forma de crèdit, per la qual es presta una quantitat de diners - principal - a un determinat tipus d'interès (7%, 5% o 3%, segons l'època), per a la seguretat s'hipotequen un o diversos béns mobles o immobles. Aquesta fórmula rep el nom de cens consignatiu (sovint anomenat "al quitar" a Castella), ja que el fet de pagar la pensió quedava consignat a un únic immoble, i no a la persona del censatari o en altres propietats del mateix. En aquesta figura el censatari consigna una propietat a canvi d'una transferència de diners per part del censualista. Tanmateix no es transfereix cap mena de domini sobre la finca. El censatari s'obliga a pagar el cens com a contraprestació a aquesta transferència de capital. Així no es rar, que a vegades s'utilitzés com a forma de préstec hipotecari encobert, fet prohibit pel dret canònic vigent durant les edats medievals i modernes, jugant amb la picaresca dels actors de l'edat moderna, necessitats de crèdit en l'època dels descobriments. A Castella aquesta consignació sovint fou desvirtuada estenent-la a diversos o tots els béns del censatari.